# Mourtada Fall
Mourtada Fall (Dakar, 26 dicembre 1987) è un calciatore senegalese, difensore svincolato.

## Carriera

### Club
Ha giocato nella prima divisione marocchina, in quella del Kuwait ed in quella indiana.

### Nazionale
Nel 2015 ha giocato 3 partite in nazionale.

## Palmarès

### Club

#### Competizioni nazionali
- Botola 1 Pro: 1

Moghreb Tétouan: 2011-2012
- Super Cup: 1

FC Goa: 2019
- ISL Shield: 3

FC Goa: 2019-2020
Mumbai City: 2020-2021, 2022-2023
- Indian Super League: 1

Mumbai City: 2020-2021